# Список керівників держав XXV століття до н. е.
Список керівників держав XXVI століття до н. е.  — Список керівників держав XXIV століття до н. е.

## Азія

### Марі
- Ансуд, лугаль (др. пол. XXV ст. до н. е.)
- Саʿуму, лугаль (др. пол. XXV ст. до н. е.)

### Шумер

#### Перша династія Ура:
- Мескіангнуна, лугаль (пер. пол. XXV ст. до н. е.)
- Елілі, лугаль (кін. XXV ст. до н. е.)
- Балулу, лугаль (кін. XXV ст. до н. е.)

#### Друга династія Урука:
- Ен-Шакушана, лугаль (XXV ст. до н. е.)
- Лушалькінгенешдуду, лугаль (XXV ст. до н. е.)
- Лугалькісальсі, лугаль (XXV ст. до н. е.)

#### Перша династія Лагаша:
- Ур-Нанше, лугаль (бл. 2500 до н. е.)
- Арургаль, лугаль (XXV ст. до н. е.)
- Еанатум, лугаль (сер. XXV ст. до н. е.)
- Енаннатум І, лугаль (др. пол. XXV ст. до н. е.)
- Ентемена, енсі (др. пол. XXV ст. до н. е.)

#### Третя династія Кіша:
- Ку-Баба, цариця (XXV-XXIV ст. до н. е.)

#### Династія Акшака:
- Ундадібдід, лугаль (XXV ст. до н. е.)
- Зузу, лугаль (XXV ст. до н. е.)
- Пузур-Сумукан, лугаль (XXV ст. до н. е.)

## Африка

### Стародавнє царство (Стародавній Єгипет):

#### Четверта династія:
- Мікерин, фараон (бл. 2520-2480 до н. е.)
- Шепсескаф, фараон (поч. XXV ст. до н. е.)
- Джедефптах, фараон (поч. XXV ст. до н. е.)

#### П'ята династія:
- Усеркаф, фараон (пер. пол. XXV ст. до н. е.)
- Сахура, фараон (пер. пол. XXV ст. до н. е.)
- Неферірікара І, фараон (пер. пол. XXV ст. до н. е.)
- Шепсескара, фараон (сер. XXV ст. до н. е.)
- Неферефра, фараон (сер. XXV ст. до н. е.)
- Ніусерра, фараон (др. пол. XXV ст. до н. е.)
- Менкаухор, фараон (кін. XXV ст. до н. е. - поч. XXIV ст. до н. е.)